# Andreas Schachner
Andreas Schachner (* 1967) ist ein deutscher Vorderasiatischer Archäologe.

## Leben und wissenschaftlicher Werdegang
Nach dem Abitur im Jahr 1986 studierte Schachner von 1987 bis 1993 an den Universitäten Köln und München Vorderasiatische Archäologie, Assyriologie und Orientalistik. Ein Auslandsstudium führte ihn 1989 bis 1990 an die Hacettepe Üniversitesi in Ankara. Nach seiner Promotion im Jahr 1998 war er von 1999 bis 2005 Assistent am Institut für Vorderasiatische Archäologie der Universität München, wo er sich im Herbst 2005 habilitierte. In seiner Zeit an der Universität München leitete er die Ausgrabungen in Giricano (2000–2003) und führte 2004 am Tigris-Tunnel bei Lice in der türkischen Provinz Diyarbakir eine Geländebegehung durch. Ziel dieser Arbeiten, die in Kooperation mit der österreichischen Altorientalistin Karen Radner erfolgten, war die Dokumentation insbesondere der neu-assyrischen Felsbilder und Inschriften.
An der Abteilung Istanbul des Deutschen Archäologischen Instituts ist Schachner seit 2005 Referent für Vorderasiatische Archäologie und die prähistorischen Kulturen Anatoliens sowie in Nachfolge von Jürgen Seeher seit 2006 Leiter der Ausgrabungen in Boğazköy, dem antiken Ḫattuša. Dieses langjährige Forschungsprojekt wurde 2019 mit dem Shanghai Archaeology Award in der Kategorie Research ausgezeichnet. Nach seiner Umhabilitierung an die Universität Würzburg vertritt er dort seit 2016 die Vorderasiatische Archäologie als außerplanmäßiger Professor durch regelmäßige Lehrveranstaltungen.
Schachners Forschungsschwerpunkte sind Vorderasiatische Archäologie, Archäologie Zentralasiens, Anatoliens, des Kaukasus und des Indischen Subkontinents, Anatolistik und Hethitologie, das achämenidische Persien und Architekturgeschichte.

## Schriften (Auswahl)
- Von der Rundhütte zum Kaufmannshaus. Kulturhistorische Untersuchungen zur Entwicklung prähistorischer Wohnhäuser in Zentral-, Ost- und Südostanatolien (= Britisch Archäological Reports. international series. Band 807). Archaeopress, Oxford 1999, ISBN 1-84171-020-2, 2 Bände Text und Tafeln (zugleich Dissertation, Ludwig-Maximilians-Universität München 1998/1999).
- Bilder eines Weltreichs. Kunst- und kulturgeschichtliche Untersuchungen zu den Verzierungen eines Tores aus Balawat (Imgur-Enlil) aus der Zeit von Salmanassar III., König von Assyrien (= Subartu. Band 20). Brepols, Turnhout 2007, ISBN 978-2-503-52437-5 (zugleich Habilitationsschrift, Ludwig-Maximilians-Universität München 2005/2006).
- Assyriens Könige an einer der Quellen des Tigris. Archäologische Forschungen im Höhlensystem von Birkleyn und am sogenannten Tigris-Tunnel (= Istanbuler Forschungen. Band 51). Wasmuth, Tübingen 2009, ISBN 978-3-8030-1772-7.
- Hattuscha. Auf der Suche nach dem sagenhaften Großreich der Hethiter. Beck, München 2011, ISBN 3-406-60504-4.
- mit Jürgen Seeher und Ayşe Baykal-Seeher: „Hattuşa’da 106 yıl“: Hitit Kazılarının Fotoğraflarla Öyküsü / „106 Years in Hattusha“: Photographs Tell the Story of the Excavations in the Hittite capital. Yapı Kredi Yayınları, Istanbul 2012, ISBN 978-975-08-2374-9.
- als Herausgeber mit Jürgen Seeher: Ausgrabungen und Forschungen in der westlichen Oberstadt von Ḫattuša I  (= Boğazköy-Ḫattus̆a. Ergebnisse der Ausgrabungen. Band 24). De Gruyter, Berlin 2016, ISBN 3-11-046739-9.
- als Herausgeber: Innovation versus Beharrung. Was macht den Unterschied des hethitischen Reichs im Anatolien des 2. Jahrtausends v. Chr.? Internationaler Workshop zu Ehren von Jürgen Seeher, Istanbul, 23.–24. Mai 2014 (= Byzas. Band 23). Ege Yayınları, İstanbul 2017, ISBN 978-605-9680-39-4.